# 285 (tal)
285 är det naturliga talet som följer 284 och som följs av 286.

## Inom vetenskapen
- 285 Regina, en asteroid.

## Inom matematiken
- 285 är ett udda tal.